# CF Andorinha
CF Andorinha är en portugisisk fotbollsklubb från staden Funchal, Madeira, bildad 6 maj 1925. De spelar sina hemmamatcher på Campo do Andorinha med plats för 400 åskådare. Cristiano Ronaldo (som blivit utsedd till världens och Europas bästa spelare) uppfostrades i klubben och är deras mest kända profil. 